# Shawn Mendes
Shawn Peter Raul Mendes (Pickering, 8 augustus 1998) is een Canadees singer-songwriter en model.

## Biografie

### Jeugd
Mendes groeide op in Pickering, zo'n 30 km ten noordoosten van het centrum van Toronto. Zijn vader is van Portugese afkomst en zakenman, zijn moeder van Britse afkomst en makelaar. Hij heeft een vijf jaar jongere zus. Shawn woont in Toronto, Ontario, waar hij ook naar school ging. Hij hield als kind erg van bakken en skateboarden.

### Doorbraak
Mendes leerde gitaarspelen toen hij dertien jaar oud was met behulp van filmpjes op YouTube. Daar postte hij ook zijn eerste covers. In april 2013 begon hij met het plaatsen van cover-video's via de toen populaire app Vine. Binnen een paar maanden waren zijn filmpjes al miljoenen keren bekeken. Artiestenmanager Andrew Gertler ontdekte Mendes in november 2013 en haalde hem in januari 2014 naar Island Records. In mei 2014 tekende Mendes zijn platencontract en bracht een maand later zijn eerste single Life of the Party uit.

### 2013-2015: Handwritten
Op 14 april 2015 bracht hij zijn eerste album Handwritten uit, waarvan de single Stitches onder andere in Nederland en België een succes werd. Ook bracht hij I Know What You Did Last Summer uit, een samenwerking met Camila Cabello, die toen nog deel uitmaakte van de Amerikaanse meidengroep Fifth Harmony. De single werd een grote hit en won enkele onderscheidingen.

### 2016-2017: Illuminate
Op 23 september 2016 volgde zijn tweede album Illuminate, waarop onder meer de hits Treat You Better en Mercy staan. Op 20 april 2017 voegde hij There's Nothing Holdin' Me Back toe aan zijn album Illuminate Deluxe als nieuwe openingstrack voor zijn wereldtour in 2017. De single werd zijn eerste top 3 in de Ultratop 50, de single werd bekroond met tweemaal platina. In Nederland haalde hij ook de top 10. Zijn muziek voerde hij op tijdens zijn Illuminate World Tour.
In 2016 was Mendes te zien in de eerste aflevering van seizoen 3 van de serie The 100, waarin hij de single Add it up ten gehore brengt.

### 2018-2020: Shawn Mendes
Zijn derde album Shawn Mendes kwam uit op 25 mei 2018. In My Blood verscheen als eerste single van het album, verder bracht hij ook nog Lost in Japan uit, de remix versie door producer Zedd werd in vele landen een hit. In 2019 ging de zanger op tournee in Noord-Amerika, Zuid-Amerika, Oceanië en Europa. De tournee ging van start met twee shows in het Amsterdamse Ziggo Dome gevolgd door een show in het Antwerpse Sportpaleis.
In 2019 werd het nummer Señorita een grote (zomer)hit in veel landen. Deze hit heeft hij samen met Camila Cabello gemaakt.

### 2020-heden: Wonder
Zijn vierde album Wonder kwam uit op 4 december 2020. Wonder verscheen als eerste single van dit album. In het album staat onder andere het nummer Monster in samenwerking met Justin Bieber. Eind september kondigde Mendes zijn vijfde concert tournee aan. De Wonder: the World Tour telt 73 concerten verspreid over Europa en Noord-Amerika.  Mendes heeft deze tour echter moeten afgelasten in verband met zijn mentale gezondheid

## Discografie

### Albums
| Album met eventuele hitnotering(en) in de Nederlandse Album Top 100 | Datum van verschijnen | Datum van binnenkomst | Hoogste positie | Aantal weken | Opmerkingen |
| ------------------------------------------------------------------- | --------------------- | --------------------- | --------------- | ------------ | ----------- |
| Handwritten                                                         | 14-04-2015            | 18-04-2015            | 5               | 72           |             |
| Illuminate                                                          | 23-09-2016            | 01-10-2016            | 1(1wk)          | 15           |             |
| Live at Madison Square Garden                                       | 23-12-2016            | 31-12-2016            | 67              | 1            | Livealbum   |
| MTV Unplugged                                                       | 03-11-2017            | 11-11-2017            | 65              | 2            | Livealbum   |
| Shawn Mendes                                                        | 25-05-2018            | 02-06-2018            | 1(3wk)          | 36           |             |

| Album met hitnotering(en) in de Vlaamse Ultratop 200 albums | Datum van verschijnen | Datum van binnenkomst | Hoogste positie | Aantal weken | Opmerkingen |
| ----------------------------------------------------------- | --------------------- | --------------------- | --------------- | ------------ | ----------- |
| Handwritten                                                 | 10-04-2015            | 25-04-2015            | 23              | 106          |             |
| Illuminate                                                  | 23-09-2016            | 01-10-2016            | 3               | 277*         |             |
| Live at Madison Square Garden                               | 23-12-2016            | 31-12-2016            | 99              | 1            | Livealbum   |
| MTV Unplugged                                               | 03-11-2017            | 11-11-2017            | 51              | 5            | Livealbum   |
| Shawn Mendes                                                | 25-05-2018            | 02-06-2018            | 1               | 138          | Goud        |
| Wonder                                                      | 04-12-2020            | 12-12-2020            | 4               | 14           |             |
| Shawn                                                       | 14-11-2024            | 23-11-2024            | 4               | 8            |             |

### Singles
| Single met eventuele hitnotering(en) in de Nederlandse Top 40 | Datum van verschijnen | Datum van binnenkomst | Hoogste positie | Aantal weken | Opmerkingen                                                                   |
| ------------------------------------------------------------- | --------------------- | --------------------- | --------------- | ------------ | ----------------------------------------------------------------------------- |
| Stitches                                                      | 2015                  | 24-10-2015            | 4               | 25           | Nr. 5 in de Single Top 100, nr.4 in de Mega Top 50 / Alarmschijf              |
| I Know What You Did Last Summer                               | 2015                  | 23-01-2016            | 12              | 16           | met Camila Cabello / Nr. 17 in de Single Top 100 / Alarmschijf                |
| Treat You Better                                              | 2016                  | 11-06-2016            | 5               | 23           | Nr. 8 in de Single Top 100, nr.14 in de Mega Top 50 / Alarmschijf             |
| Mercy                                                         | 2016                  | 01-10-2016            | 5               | 21           | Nr. 6 in de Single Top 100, nr.3 in de Mega Top 50 / Alarmschijf              |
| Patience                                                      | 2016                  | -                     |                 |              | Nr. 91 in de Single Top 100                                                   |
| Don't Be a Fool                                               | 2016                  | -                     |                 |              | Nr. 100 in de Single Top 100                                                  |
| There's Nothing Holdin' Me Back                               | 2017                  | 29-04-2017            | 4               | 24           | Nr. 8 in de Single Top 100, nr.2 in de Mega Top 50 / Alarmschijf              |
| In My Blood                                                   | 22-03-2018            | 31-03-2018            | 6               | 18           | Nr. 13 in de Single Top 100, nr.5 in de Mega Top 50 / Alarmschijf             |
| Lost in Japan                                                 | 23-03-2018            | -                     |                 |              | Nr. 45 in de Single Top 100                                                   |
| Youth                                                         | 03-05-2018            | 19-05-2018            | tip3            | -            | met Khalid / Nr. 13 in de Single Top 100                                      |
| Where Were You in the Morning?                                | 2018                  | -                     |                 |              | Nr. 44 in de Single Top 100                                                   |
| Nervous                                                       | 2018                  | 16-06-2018            | tip10           | -            | Nr. 38 in de Single Top 100                                                   |
| Like to Be You                                                | 2018                  | -                     |                 |              | met Julia Michaels / Nr. 53 in de Single Top 100                              |
| Fallin' All in You                                            | 2018                  | -                     |                 |              | Nr. 68 in de Single Top 100                                                   |
| Mutual                                                        | 2018                  | -                     |                 |              | Nr. 73 in de Single Top 100                                                   |
| Because I Had You                                             | 2018                  | -                     |                 |              | Nr. 82 in de Single Top 100                                                   |
| Particular Taste                                              | 2018                  | -                     |                 |              | Nr. 83 in de Single Top 100                                                   |
| Perfectly Wrong                                               | 2018                  | -                     |                 |              | Nr. 86 in de Single Top 100                                                   |
| Queen                                                         | 2018                  | -                     |                 |              | Nr. 90 in de Single Top 100                                                   |
| Why                                                           | 2018                  | -                     |                 |              | Nr. 95 in de Single Top 100                                                   |
| When You're Ready                                             | 2018                  | -                     |                 |              | Nr. 98 in de Single Top 100                                                   |
| Lost in Japan (Remix)                                         | 2018                  | 13-10-2018            | 19              | 8            | met Zedd / Nr. 42 in de Single Top 100, nr.22 in de Mega Top 50 / Alarmschijf |
| If I Can't Have You                                           | 2019                  | 11-05-2019            | 8               | 16           | #9 in de Mega Top 50 / Alarmschijf                                            |
| Señorita                                                      | 21-06-2019            | 29-06-2019            | 1(12wk)         | 22           | met Camila Cabello /#1 in de Mega Top 50 / Alarmschijf                        |
| Lover (remix)                                                 | 2019                  | 23-11-2019            | tip12           | -            | met Taylor Swift                                                              |
| Wonder                                                        | 2020                  | 10-10-2020            | 15              | 15           | Alarmschijf                                                                   |
| Monster                                                       | 2020                  | 28-11-2020            | 11              | 11           | met Justin Bieber                                                             |
| Summer of Love                                                | 2021                  | 21-08-2021            | 18              | 7            | met Tainy / Alarmschijf                                                       |
| It'll Be Okay                                                 | 2021                  | 04-12-2021            | 8               | 18           |                                                                               |
| When You're Gone                                              | 2022                  | 08-04-2022            | 17              | 17*          | Alarmschijf                                                                   |
| Why Why Why                                                   | 2024                  | 08-08-2024            | 27              | 13           | Alarmschijf                                                                   |
| Heart of Gold                                                 | 2024                  | 01-10-2024            | tip22           |              |                                                                               |

| Single met hitnotering(en) in de Vlaamse Ultratop 50 | Datum van verschijnen | Datum van binnenkomst | Hoogste positie | Aantal weken | Opmerkingen                                                  |
| ---------------------------------------------------- | --------------------- | --------------------- | --------------- | ------------ | ------------------------------------------------------------ |
| Life of the Party                                    | 04-07-2014            | 04-04-2015            | tip48           | -            |                                                              |
| Stitches                                             | 05-10-2015            | 14-11-2015            | 11(2wk)         | 20           | Platina / Nr. 9 in de Radio 2 Top 30                         |
| I Know What You Did Last Summer                      | 20-11-2015            | 12-03-2016            | 21              | 10           | met Camila Cabello                                           |
| Treat You Better                                     | 03-06-2016            | 02-07-2016            | 17              | 19           | Platina / Nr. 19 in de Radio 2 Top 30                        |
| Mercy                                                | 26-08-2016            | 22-10-2016            | 24              | 17           | Platina / Nr. 28 in de Radio 2 Top 30                        |
| There's Nothing Holdin' Me Back                      | 17-04-2017            | 29-04-2017            | 3               | 31           | 2x Platina / Nr. 6 in de Radio 2 Top 30                      |
| Lost in Japan                                        | 23-03-2018            | 31-03-2018            | tip15           | -            |                                                              |
| In My Blood                                          | 23-03-2018            | 31-03-2018            | 8(2wk)          | 28           | Goud / Nr. 4 in de Radio 2 Top 30                            |
| Youth                                                | 24-05-2018            | 12-05-2018            | tip4            | -            | met Khalid                                                   |
| Lost in Japan (remix)                                | 28-09-2018            | 06-10-2018            | 25              | 8            | met Zedd                                                     |
| If I Can't Have You                                  | 03-05-2019            | 11-05-2019            | 11(3wk)         | 18           | Goud / Nr. 8 in de Radio 2 Top 30                            |
| Señorita                                             | 21-06-2019            | 29-06-2019            | 2(8wk)          | 34           | met Camila Cabello / 2x Platina / Nr. 1 in de Radio 2 Top 30 |
| Wonder                                               | 02-10-2020            | 10-10-2020            | 14              | 22           | Goud / Nr. 24 in de Radio 2 Top 30                           |
| Monster                                              | 20-11-2020            | 28-11-2020            | 35              | 6            | met Justin Bieber                                            |
| The Christmas Song                                   | 07-12-2020            | 12-12-2020            | tip7            | -            | met Camila Cabello                                           |
| Summer of Love                                       | 20-08-2021            | 28-08-2021            | 18(3wk)         | 11           | met Tainy / Nr. 16 in de Radio 2 Top 30                      |
| It'll Be Okay                                        | 01-12-2021            | 11-12-2021            | tip36           | -            |                                                              |
| When You're Gone                                     | 31-03-2022            | 09-04-2022            | 16              | 22           |                                                              |
| Why Why Why                                          | 2024                  | 08-08-2024            | 13              | 32           |                                                              |

### NPO Radio 2 Top 2000
| Nummers met noteringen in de NPO Radio 2 Top 2000 | '15  | '16  | '17  | '18  | '19  | '20  |
| ------------------------------------------------- | ---- | ---- | ---- | ---- | ---- | ---- |
| In My Blood                                       | ×    | ×    | ×    | -    | 1980 | -    |
| Mercy                                             | ×    | 1719 | 1538 | 1781 | -    | -    |
| Señorita (met Camila Cabello)                     | ×    | ×    | ×    | ×    | -    | 1563 |
| Stitches                                          | 1858 | 1019 | 1768 | 1769 | -    | -    |
| There's Nothing Holdin' Me Back                   | ×    | ×    | -    | 1949 | -    | -    |

1. ↑  Een '-' betekent dat het nummer niet was genoteerd, een '×' betekent dat het nummer nog niet was uitgebracht en een vetgedrukt getal geeft de hoogste notering van een nummer aan.
2. ↑  2015 was het eerste jaar met een notering voor Shawn Mendes.
3. ↑  Deze tabel is bijgewerkt tot en met de meest recente editie (2024).

## Tournees

### Headliner
- Shawn's First Headlines (2014–2015)
- Shawn Mendes World Tour (2016)
- Illuminate World Tour (2017)
- Shawn Mendes: The Tour (2019)
- Wonder: The World Tour (2022)
- Shawn Mendes: On the Road Again Tour (2025)

- Biblioteca Nacional de España: XX5753870
- Bibliothèque nationale de France: cb17004182j (data)
- Catàleg d'autoritats de noms i títols de Catalunya: 981058620214606706
- Gemeinsame Normdatei: 1071955284
- International Standard Name Identifier: 0000 0004 5300 2747
- Library of Congress Control Number: no2014147012
- MusicBrainz: b7d92248-97e3-4450-8057-6fe06738f735
- Nationale Bibliotheek van Tsjechië: xx0198586
- Nederlandse Thesaurus van Auteursnamen: 40722176X
- Istituto Centrale per il Catalogo Unico: MILV359370
- Système universitaire de documentation: 196898285
- Virtual International Authority File: 18144782949690386956
- WorldCat: E39PBJpPBbVgD9q8vBg7FQWxDq